# Merops mentalis
Merops mentalis — вид сиворакшоподібних птахів родини бджолоїдкових (Meropidae).

## Поширення
Вид поширений в Камеруні, Кот-д'Івуарі, Екваторальній Гвінеї, Гані, Гвінеї, Ліберії, Нігерії і Сьєрра-Леоне.